# فينس ديلون
فينس ديلون (بالإنجليزية: Vince Dillon)‏ (2 أكتوبر 1923 بمانشستر في المملكة المتحدة - 1 سبتمبر 2005 في المملكة المتحدة) هو مدرب كرة قدم ولاعب كرة قدم بريطاني (وحمل سابقاً جنسية المملكة المتحدة لبريطانيا العظمى وأيرلندا) في مركز الهجوم. لعب مع بولتون واندررز ونادي ترانمير روفرز لكرة القدم وTruro City F.C. ‏ وFalmouth Town A.F.C. ‏.